# Mountainbike-Marathon-Weltmeisterschaften 2006
Die Mountainbike-Marathon-Weltmeisterschaften 2006 fanden am 13. August in Oisans in Frankreich statt.

## Männer
| Platz | Land | Athlet               | Zeit         |
| ----- | ---- | -------------------- | ------------ |
| 1     | SUI  | Ralph Näf            | 4:13:57 Std. |
| 2     | COL  | Héctor Leonardo Páez | + 0:53 min   |
| 3     | BEL  | Roel Paulissen       | + 7:06 min   |
| 4     | ITA  | Massimo de Bertolis  | + 8:20 min   |
| 5     | ITA  | Johann Pallhuber     | + 8:21 min   |
| 6     | SUI  | Thomas Frischknecht  | + 8:37 min   |
| 7     | NED  | Bart Brentjens       | + 9:01 min   |
| 8     | SUI  | Andreas Kugler       | + 9:07 min   |

Datum: 13. August 2006

Länge: 93 km

Insgesamt konnten sich 96 Fahrer klassieren. Der Schweizer Christoph Sauser musste das Rennen mit einem Defekt aufgeben. Bester Österreicher wurde Alban Lakata auf Rang 10, direkt gefolgt von Karl Platt als besten Deutschen auf Rang 11.

## Frauen
| Platz | Land | Athletin             | Zeit         |
| ----- | ---- | -------------------- | ------------ |
| 1     | NOR  | Gunn-Rita Dahle      | 4:25:09 Std. |
| 2     | SUI  | Petra Henzi          | + 8:28 min   |
| 3     | NED  | Elsbeth Vink         | + 15:17 min  |
| 4     | SUI  | Dolores Mächler-Rupp | + 16:42 min  |
| 5     | FIN  | Pia Sundstedt        | + 20:18 min  |
| 6     | SUI  | Daniela Louis        | + 22:11 min  |
| 7     | SUI  | Esther Süss          | + 28:49 min  |
| 8     | SUI  | Andrea Kuster        | + 30:11 min  |

Datum: 13. August 2006

Länge: 83 km

Insgesamt konnten sich 32 Fahrerinnen klassieren. Die Schweizerin Dolores Mächler-Rupp befand sich lange Zeit auf Bronzekurs, wurde dann aber durch eine Fehlleitung auf den 4. Platz zurückgeworfen.